# Cappella Myszkowski

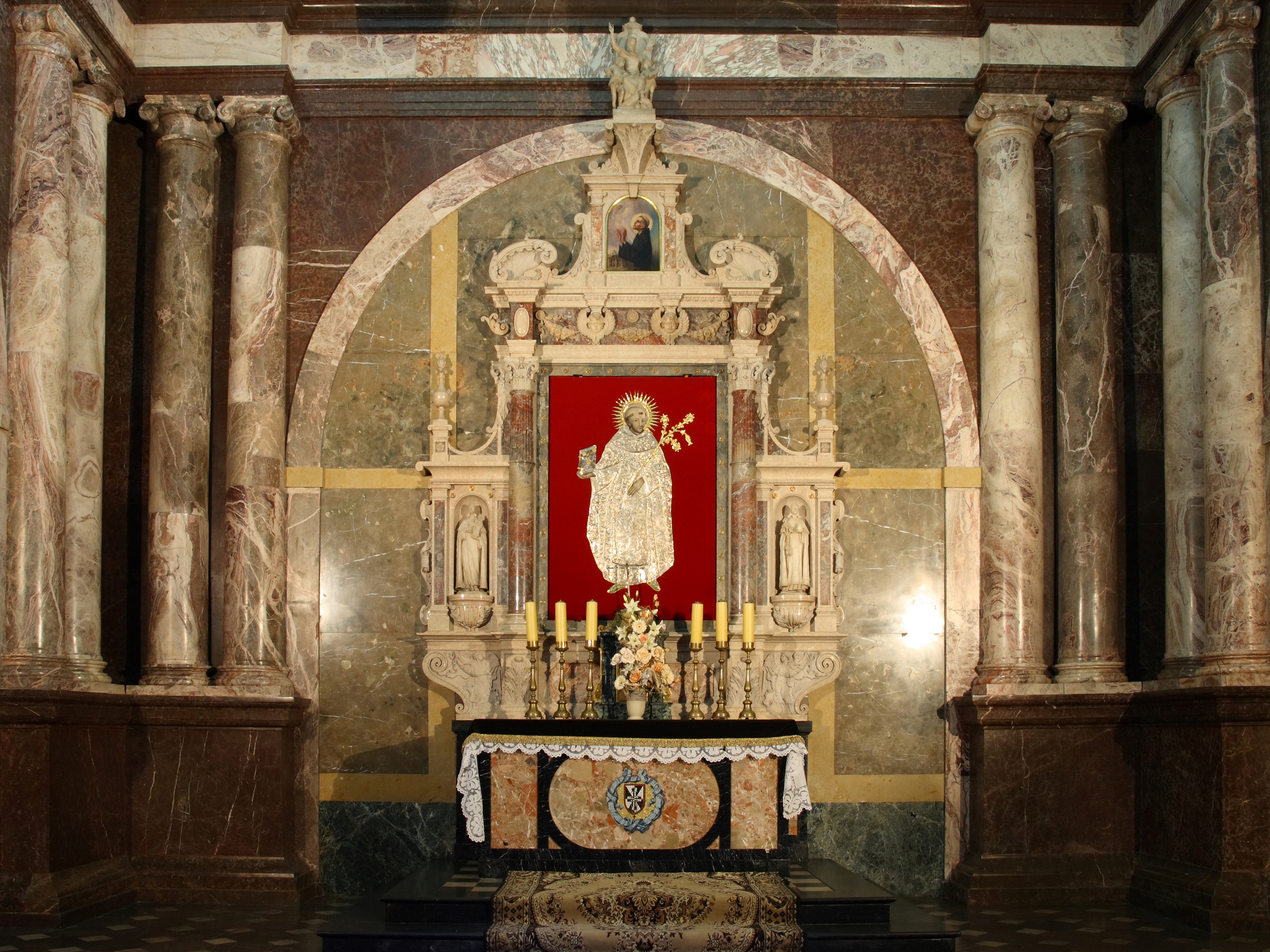
Interno della Cappella

La Cappella Myszkowski (in polacco Kaplica Myszkowskich) è un edificio religioso situato nella Basilica della Santa Trinità  di Cracovia e venne completata nel 1614. La cappella fu costruita su iniziativa dei fratelli: il Gran Maresciallo della Corona Zygmunt Myszkowski e il castellano di Oświęcim, Aleksander Myszkowski.

## Storia
La Cappella Myszkowski è la prova dei cambiamenti avvenuti nel corso del XVI secolo nella cultura polacca e del progresso finanziario della nobile famiglia borghese Myszkowscy dello stemma Jastrzębiec al rango di magnati, i cui rappresentanti detenevano le più importanti funzioni nello Stato. È caratteristico che il fondatore non si sia limitato a modellare l'edificio reale nella forma della Cappella Sigismondo, ma abbia cercato di abbinarlo.
La cappella fu costruita sul sito di una più antica cappella gotica, dove il creatore del potere del vescovo di Cracovia Piotr Myszkowski (morto nel 1591), Aleksander Myszkowski (morto nel 1548), il castellano di Żarnów Jan Myszkowski e il voivoda di Rawa Piotr Myszkowski (morto nel 1601) era stato precedentemente sepolto, essendo figlio del burgravio di Cracovia, Zygmunt (fratello del vescovo). La cappella è stata finanziata dagli altri due fratelli, il Gran Maresciallo della Corona, Zygmunt, e il castellano di Oświęcim, Aleksander.
Durante un incendio nel 1850, l'interno della cappella bruciò, quindi, nel 1910, il rivestimento in marmo fu parzialmente sostituito e furono realizzati un nuovo altare e una balaustra. Dall'esterno, le pareti sono ricoperte da un aspetto rustico uniforme. Nella parete meridionale è collocata una targa di fondazione con la data 1614.
La costruzione della cappella vrnnr eseguita da un solo laboratorio composto da muratori e scultori Pińczów, che riprendevano e continuavano le tradizioni artistiche di Gucci. Tuttavia, si può presumere che l'autore del progetto creato in precedenza fosse probabilmente lo stesso Santi Gucci, l'artista più eccezionale alla corte di Myszkowski, morto nel 1600.